# مستانه (شاهدخت هندی)
مستانه یا مستانی (به هندی: मस्तानी) دختر مهاراجه چهاتراسال پادشاه پنا و معشوقه ایرانی‌ش (به زنی گفته می‌شود که مورد دلبستگی یک مرد بوده ولی با او ازدواج نکرده‌است) روحانی‌بَی بیگم است. او همسر دوم باجی‌رائوی اول پیشوای امپراتوری مراتا در هند بوده است و رابطه او با خانواده ماراتا برهمن هم مورد تحسین و هم بحث و جدل قرار گرفته است .
پدرش از پیروان پرانامی سامپرادایا، یک فرقه هندو بر اساس پرستش باکتی سری کریشنا بودند، اما از آنجایی که مادرش شیعه بود، او نیز از پیروان اسلام بود.
مستانی شاهدخت فارسی و مسلمان است. وی که از خاندان راجپوت است، زنی زیبا، جنگاور، دلیر، هنرمند، باهوش و اهل ادب توصیف شده است. روایت‌های بسیاری از سوارکاری، تیراندازی، شمشیرزنی، رقص و آواز خیره‌کنندهٔ مستانه وجود دارد. 
افسانه‌ها و داستان‌های گوناگونی در مورد مستانه نقل شده است. معتبرترین آنها بیان می‌دارد، در سال ۱۷۲۷ و در پی یورش یک سردار مغول گورکانی به الله‌آباد، که در قلمرو چهاتراسال در بوندلخند واقع بوده است، مستانه برای درخواست کمک به عنوان سفیر پدرش به نزد باجی‌رائوی اول، پیشوای امپراتوری مراتا می‌رود و وی را راضی می‌کند که به یاری چهاتراسال بیاید. پس از چیرگی بر دشمن، چهاتراسال، یک معدن الماس، باری از طلا و چند پارچه روستا را به همراه دخترش مستانه به عنوان سپاسداشت به باجی‌رائو پیشکش می‌کند. عشق آتشینی میان باجی‌رائو و مستانه شکل می‌گیرد و پیش از عزیمت به خانه، باجی‌رائو از مستانه درخواست ازدواج می‌کند، اگرچه به دلیل مسلمان بودن مادر مستانه، ازدواج باجی‌رائوی هندو و مستانه، در آیین هندو منع شرعی داشته است. علی‌رغم مخالفت بزرگان مراتی و خانواده باجی‌رائو، باجی‌رائو مستانه را به عنوان همسر دوم خود اختیار می‌کند. افسانه دیگری بیان می‌دارد که در پی دچار شدن باجی‌رائو به تب مهلک و در پی‌اش مرگ او، مستانه که در بند مادر و فرزند باجی‌رائو بوده است نیز جان می‌دهد.
داستان عشق مستانه و باجی‌رائو، درون‌مایهٔ آثاری در ادبیات و هنر هند بوده است و به خوبی در رمان ها و سینمای هند اقتباس شده است. 